# Cylindropuntia imbricata subsp. rosea
Cylindropuntia imbricata subsp. rosea ist eine Unterart der Pflanzenart Cylindropuntia imbricata aus der Gattung Cylindropuntia in der Familie der Kakteengewächse (Cactaceae). Das Epitheton rosea stammt aus dem Lateinischen, bedeutet ‚rosenartig‘ und verweist auf die Farbe der Blüten der Art. Englische Trivialnamen sind „Branched Pencil Cholla“ und „Diamond Cholla“.

## Beschreibung
Cylindropuntia imbricata subsp. rosea wächst strauchig, verzweigt von der Basis her mit aufsteigenden Zweigen und erreicht Wuchshöhen von 20 bis 50 Zentimeter. Auf den graugrünen, zylindrischen, 10 bis 15 Zentimeter langen und 1,6 bis 2,5 Zentimeter im Durchmesser messenden Triebabschnitten befinden sich deutlich erkennbare Höcker. Die großen Areolen stehen 2 bis 3,5 Zentimeter voneinander entfernt. Sie tragen 2 bis 5 Millimeter lange gelbe Glochiden. Die vier bis neun Dornen, gelegentlich ist nur ein einzelner vorhanden, sind nadelig, gelb bis rötlich bis grau und 1 bis 4 Zentimeter lang. Ihre papierigen, gelblichen Scheiden bedecken die Dornen nicht vollständig.
Die rosafarbenen Blüten weisen Längen von 3,8 bis 4 Zentimeter auf. Die verkehrt konischen bis verkehrt eiförmigen, gelben Früchte sind bedornt und deutlich gehöckert. Sie sind 1,6 bis 1,8 Zentimeter lang und weisen Durchmesser von 1,1 bis 1,4 Zentimeter auf.

## Verbreitung, Systematik und Gefährdung
Cylindropuntia imbricata subsp. rosea ist in den mexikanischen Bundesstaaten Hidalgo, México, Puebla und Tlaxcala verbreitet. 
Die Erstbeschreibung als Opuntia rosea von Augustin-Pyrame de Candolle wurde 1828 veröffentlicht. Marc A. Baker stellte die Art 2019 als Unterart zur Art Cylindropuntia imbricata. Weitere nomenklatorische Synonyme sind Cylindropuntia rosea (DC.) Backeb. (1958) und Grusonia rosea (DC.) G.D.Rowley (2006).
In der Roten Liste gefährdeter Arten der IUCN wird die Art als „Data Deficient (DD)“, d. h. mit keinen ausreichenden Daten geführt.

## Nachweise